# 夏目吉久

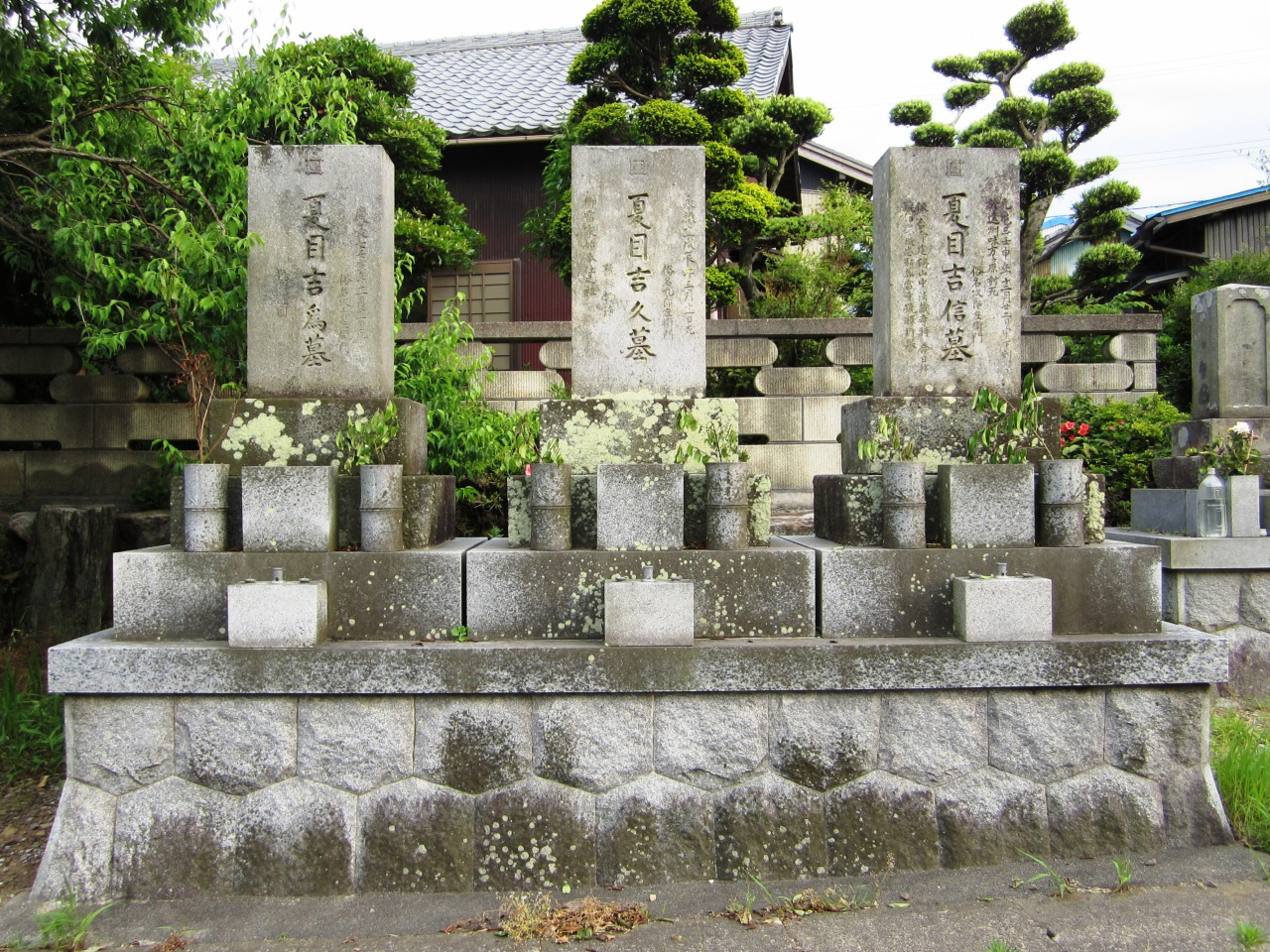
幸田町六栗にある夏目吉久の墓（中）

夏目 吉久（なつめ よしひさ、明応9年（1500年） - 永禄11年3月11日（1568年4月8日））は、戦国時代の武将。通称九郎左衛門。子に夏目吉信がいる。

## 略歴
夏目吉秀の子として生まれる。松平清康、広忠に歴仕し、永禄11年3月11日死去。享年69。法名行清。
三河国幡豆郡六栗村を葬地とした。妻は水野氏の女。